# با من بمان (ترانه میکی ماتسوبارا)
«با من بمان» (به ژاپنی: 真夜中のドア〜 Stay With Me) اولین تک آهنگ خواننده ژاپنی میکی ماتسوبارا است که در ۵ نوامبر سال ۱۹۷۹ میلادی منتشر شد. این ترانه بعد از ۴۱ سال در سال ۲۰۲۰ میلادی به سبب فضای مجازی، شاهد محبوبیت و فروش دوباره در خارج از کشور ژاپن شد.

## آهنگسازی و ضبط
ماتسوبارا ترانه «با من بمان» را در سن ۱۹ سالگی ضبط کرد. دو سال قبل از این او از زادگاهش اوزاکا به شهر توکیو نقل مکان کرده بود و در کلوب‌های شبانه شهر به خوانندگی می‌پرداخت.
«تتسوجی هایاشی» آهنگساز این ترانه، آهنگی را نوشته بود که از سبک نوظهور به نام «موسیقی نو» پیروی می‌کرد. این سبک از موسیقی غربی تأثیر گرفته و سبکی است که بعدها از آن به عنوان سیتی پاپ یاد می‌شود.
در دهه ۷۰ میلادی سبک «موسیقی نو» در ژاپن در حال شکل گرفتن بود، این سبک از شاخص‌های موسیقی غربی مانند پاپ، فولک و جاز وام گرفته بود. افرادی مانند «هارومی هوسونو»، «ایچی اوتاکی»، «تاتسورو یاماشیته»، «تاِکو اونوکی» و «یومی ماتسوتویا» از سردمداران این سبک بودند. هرچند که این افراد بعدها به موسیقی دانان مشهوری تبدیل گشتند، اما در دهه ۷۰ میلادی موسیقی آن‌ها مورد توجه و خواسته عموم قرار نگرفت و اغلب در زیر سایه سبک‌های دیگر موسیقی مانند هارد راک و پاپ ژاپنی قرار می‌گرفت.
تتسوجی هایاشی در مصاحبه‌ای با روزنامه ژاپن تایمز می‌گوید: «من از کودکی با موسیقی غربی بزرگ شدم. وقتی بچه بودم دائم به آهنگ‌هایی که توی جدول پرفروش‌ترین‌های آمریکا قرار داشتن گوش می‌دادم پس به‌طور طبیعی موسیقی من شبیه موسیقی غربی بود.» او ادامه می‌دهد: «در آن زمان موسیقی سیتی پاپ زیاد پرطرفدار نبود و من بیشتر به کارهای فنی موسیقی می‌پرداختم تا آهنگسازی.»
در این هنگام ماتسوبارا در حال اجرا در کلوپ «روپونگی جاز» بود که هایاشی او را دیده بود. در این کلوپ‌ها برخلاف موسیقی عامه پسند آن زمان ژاپن، موسیقی غربی محبوبیت زیادی داشت و نوشتن شعرهایی با متن انگلیسی و ژاپنی زیاد غیرطبیعی نبود و این افراد خواهان موسیقی شبیه موسیقی عامه پسند آمریکایی بودند.
در این اماکن جوانایی بودند که به دنبال زندگی در شهر و سبک زندگی غربی بوند و موسیقی مورد پسند آنان نیز شامل موسیقی بود بود که بتوان با ریتم آن رقصید یا آن را به عنوان موسیقی آمریکایی/غربی دسته‌بندی کرد.
«یوئی هاسِگاوا» موسیقیدان، دی جی و آهنگساز ژاپنی در این مرتبه می‌گوید: «در کورس این ترانه جمله «با من بمان» به انگلیسی بیان می‌شود. برای جلب توجه مخاطب غیر ژاپنی باید جمله‌ای هرچند کوتاه به زبانی غیر از ژاپنی داشت و ریتم موسیقی غربی این آهنگ نیز به مخاطبان خارجی کمک می‌کند تا موسیقی ارتباط بیشتری برقرار کند. تمام این موارد دلایی بر محبوبیت این آهنگ شده‌اند.»

### ضبط
هایاشی توسط شرکت موسیقی انتخاب شد تا به ضبط این ترانه بپردازد. ترانه «با من بمان» از ترانه «این عاشق شدن است» از آلبوم غیرمعمول خواننده آمریکایی مایکل جکسون الهام گرفته شده‌است.
از مشکلات اولیه ضبط این بود که هایاشی تا قبل از این با ماتسوبارا کار نکرده بود و این باعث شده بود تا از استفاده از عبارت‌های انگلیسی در ترانه برحذر باشد.